# Edifici Monitor
L'Edifici Monitor és una obra postmodernista de Barcelona inclosa a l'Inventari del Patrimoni Arquitectònic de Catalunya.

## Descripció
L'edifici va idear-se seguint el pla d'ordenació de l'arquitecte Xavier Subias, tot i que va haver-hi una sèrie d'alteracions. En un principi, l'immoble va projectar-se com un edifici a quatre vents, de planta quadrada i coberta plana. El projecte resultant recula tant les cantonades, espai on s'ubiquen els menjadors i les sales d'estar, com la resta de la superfície.
Els arquitectes varen dissenyar-lo de tal manera que s'hi troben dos habitatges per planta de 200 m². A la darrera planta només hi ha un habitatge; es tracta d'un xalet sota coberta amb un balcó continu que recorre tot el perímetre. Amb el pretext d'acollir totes les instal·lacions necessàries, es va modificar la teulada de coberta plana per una de coberta a mil aigües.
La llibertat compositiva de tots els paraments prové de la influència d'altres arquitectes, especialment italians. Aquest és el cas de Ignazio Gardella. Es barregen les arquitectures de la “tendenza” italiana amb els elements propis de Coderch (persianes de llibret pintades de blanc).
Es tracta d'un moment en què les normatives edificatòries ja s'han adaptat als principis del moviment modern i els arquitectes de principis dels anys setanta busquen trucs per aplicar criteris compositius més clàssics a una estètica que prima els volums purs i les cobertes planes pròpies de l'arquitectura racionalista.